# Petr Handlovic
Petr Handlovic (ur. 10 października 1989 r. w Pardubicach) – czeski wioślarz.

## Osiągnięcia
- Mistrzostwa Świata Juniorów – Pekin 2007 – czwórka podwójna – 10. miejsce[1].
- Mistrzostwa Świata U-23 – Račice 2009 – czwórka bez sternika – 10. miejsce[1].
- Mistrzostwa Świata U-23 – Brześć 2010 – ósemka – 5. miejsce[1].
- Mistrzostwa Europy – Montemor-o-Velho 2010 – ósemka – 7. miejsce[1].